# Friedrich Parrot

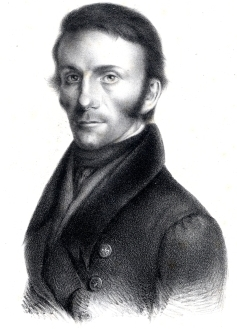
Friedrich Parrot

Johann Jakob Friedrich Wilhelm Parrot (Karlsruhe, 14 oktober 1792 – Dorpat, 15 januari 1841) was een Duitse natuuronderzoeker en onderzoeksreiziger.
Parrot studeerde medicijnen in Dorpat (thans: Tartu). Hij ondernam in 1811–1812 met Moritz von Engelhardt een mineralogische reis naar de Krim en de Kaukasus en voerde tussen de Zwarte Zee en de Kaspische Zee barometrische hoogtemetingen uit. In 1815 werd Parrot stafarts bij het Russische leger, reisde vervolgens door Zuid-Europa en werd in 1821 hoogleraar in de fysiologie, pathologie en semiotiek aan de Universiteit van Dorpat. In 1826 ging hij ook natuurkunde doceren.
In 1829 reisde hij in opdracht van de Russische regering naar de Kaukasus en Armenië. In het kader van deze reis beklom hij samen met Russische officieren en Armeniërs, waaronder ook Chatsjatoer Abovjan, als eerste de berg Ararat.
1837 ondernam Parrot een reis naar de Noordkaap. De publicatie van de gebeurtenissen op deze reis is door een lang ziekbed en een vroeg sterven nooit gerealiseerd.
Parrot ligt begraven op de Raadi-begraafplaats in Tartu.

## Publicaties
- Reise in die Krim und den Kaukasus, Berlijn 1815–18, 2 delen
- Reise zum Ararat, Berlijn 1834, 2 delen